# 경희여자고등학교
경희여자고등학교(慶熙女子高等學校)는 대한민국 서울특별시 동대문구 회기동에 있는 사립 고등학교이다.

## 학교 연혁
- 1959년 12월 12일 : 경희학원 이사장 조영식 박사 경희대학교 병설로 경희중ㆍ고등학교(남녀공학) 설립
- 1960년 2월 9일 : 경희중ㆍ고등학교 설립인가(남녀공학 총 36학급)
- 1960년 4월 15일 : 개교식 및 초대 교장 조영식 박사 취임
- 1963년 1월 5일 : 여자고등학교 각 학년 4학급씩 12학급 증설 인가
- 1963년 3월 1일 : 남녀공학 분리, 경희여자중ㆍ고등학교 설립
- 1963년 3월 23일 : 경희여자중ㆍ고등학교 초대 교장 윤양모 선생 취임
- 1964년 1월 24일 : 제1회 졸업식 거행(25명)
- 1965년 12월 31일 : 제1차 공사 813평 완공(23교실)
- 1967년 9월 15일 : 제2차 공사 완공
- 1969년 3월 1일 : 여중ㆍ여고 분리
- 2003년 3월 25일 : 녹황관(강당) 준공
- 2004년 4월 27일 : 독서실 양현재 개관
- 2005년 12월 27일 : 도서관 문향전 개관
- 2010년 4월 22일 : 녹황관 증축 (2개층, 6개 교실)
- 2012년 10월 25일 : 운동장 지하 개발(주차장, 식당, 매점) 공사 완공
- 2020년 9월 1일 : 제13대 교장 송연숙 선생 취임
- 2023년 2월 9일 : 제60회 졸업식 거행(147명, 누계 20,255명)

## 참고 자료
- 경희여자고등학교 - 한국교육학술정보원 학교알리미